# Convitto nazionale
Pensionnat national
Le terme convitto nazionale désigne une institution d'éducation mise en place lors de l'unité de l'Italie, qui permit pendant près d'un siècle, aux élèves des petites villes périphériques d'accéder aux écoles secondaires, puis aux universités.
Ces établissements favorisèrent une certaine mobilité sociale. Jamais formellement abolis, ils ont vu leur rôle changer à la suite de l'évolution de la situation sociale du pays, marquée par une mobilité accrue et la progressive décentralisation du système scolaire.

## Organisation
Dans de nombreuses régions d'Italie, l'éducation scolaire était l'apanage des organisations catholiques : certains ordres comme les Jésuites, le Piaristes, les Barnabites et les Somasques avaient une longue tradition d'encadrement dans les collèges, qui étaient destinés principalement à l'éducation des enfants de la noblesse ou des classes supérieures, et à titre exceptionnel, ils furent également accessibles aux personnes d'origine plus humble. Dans quelques rares cas, par exemple à Parme, les collèges furent dirigés par des laïcs.
Après l'unité de l'Italie, le gouvernement essaya de soustraire à l’Église son quasi-monopole de l'enseignement et les Convitti nazionali se multiplièrent. Dans de nombreux cas, ils se trouvaient situés dans les bâtiments ayant appartenu à des entités ecclésiastiques après le transfert des biens ecclésiastiques vers le secteur laïc.
Par tradition, reprise par des dispositions législatives, le directeur avait le titre de recteur.

### Liste desconvitti nazionali

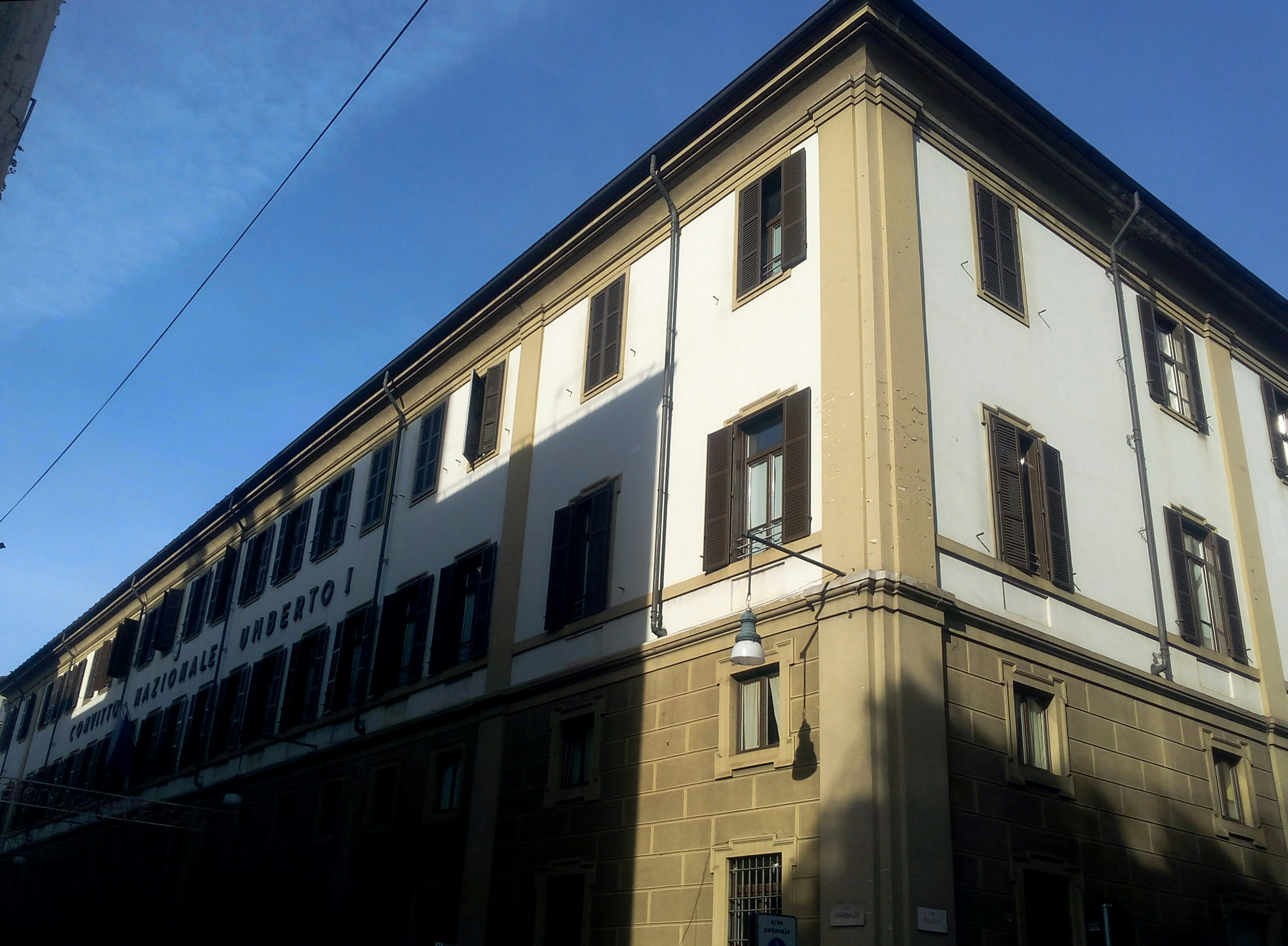
Convitto nazionale Umberto I - Turin

En général, les Convitti nazionali portent encore aujourd'hui le nom de rois de la maison de Savoie ou de personnages locaux importants. Catane, Sassari et Prato les ont dédiés à des patriotes du Risorgimento. Parme est un cas particulier, la fondatrice étant la duchesse Marie-Louise.
| Villes              | Nom du Convitto                                     |
| ------------------- | --------------------------------------------------- |
| Anagni              | Convitto Nazionale Regina Margherita                |
| Arezzo              | Convitto Nazionale Vittorio Emanuele II             |
| Arpino              | Convitto Nazionale Tulliano                         |
| Assise              | Convitto Nazionale Principe di Napoli               |
| Avellino            | Convitto Nazionale Pietro Colletta                  |
| Bari                | Convitto Nazionale Domenico Cirillo                 |
| Benevento           | Convitto Nazionale Pietro Giannone                  |
| Lovere              | Convitto Nazionale Cesare Battisti                  |
| Cagliari            | Convitto Nazionale Vittorio Emanuele II             |
| Campobasso          | Convitto Nazionale Mario Pagano                     |
| Catane              | Convitto Nazionale Mario Cutelli                    |
| Catanzaro           | Convitto Nazionale Pasquale Galluppi                |
| Chieti              | Convitto Nazionale Giovan Battista Vico             |
| Cividale del Friuli | Convitto Nazionale Paolo Diacono                    |
| Correggio           | Convitto Nazionale R. Corso                         |
| Cosenza             | Convitto Nazionale Bernardino Telesio               |
| Gênes               | Convitto Nazionale Cristoforo Colombo               |
| L'Aquila            | Convitto Nazionale Domenico Cotugno                 |
| Lucera              | Convitto Nazionale Ruggero Bonghi                   |
| Macerata            | Convitto Nazionale Giacomo Leopardi                 |
| Maddaloni           | Convitto Nazionale Giordano Bruno                   |
| Marsala             | Convitto Nazionale per audiofonolesi                |
| Milan               | Convitto Nazionale Longone                          |
| Naples              | Convitto Nazionale Vittorio Emanuele II             |
| Novara              | Convitto Nazionale Carlo Alberto                    |
| Palerme             | Convitto Nazionale Vittorio Emanuele II             |
| Parme               | Convitto Nazionale Maria Luigia                     |
| Potenza             | Convitto Nazionale Salvator Rosa                    |
| Prato               | Convitto Nazionale Francesco Cicognini              |
| Reggio Calabria     | Convitto Nazionale Tommaso Campanella               |
| Rome                | Convitto Nazionale Vittorio Emanuele II             |
| Rome                | Convitto Nazionale per sordi                        |
| Salerne             | Convitto Nazionale Torquato Tasso                   |
| Sassari             | Convitto Nazionale Canopoleno (de Antonio Canopolo) |
| Sessa Aurunca       | Convitto Nazionale                                  |
| Sondrio             | Convitto Nazionale Giuseppe Piazzi                  |
| Teramo              | Convitto Nazionale Melchiorre Delfico               |
| Tivoli              | Convitto Nazionale Amedeo di Savoia                 |
| Turin               | Convitto Nazionale Umberto I                        |
| Venise              | Convitto Nazionale Marco Foscarini                  |
| Vibo Valentia       | Convitto Nazionale Gaetano Filangieri               |

## Sources
- (it) Cet article est partiellement ou en totalité issu de l’article de Wikipédia en italien intitulé « Convitto nazionale » (voir la liste des auteurs).